# Bitva u Barnetu
Bitva u Barnetu, ze 14. dubna 1471, byla jednou ze sérií bitev války růží, která se odehrála poblíž města Barnet, které je nyní předměstím Londýna.

## Pozadí
Hlavními postavami bitvy byli Eduard IV. a Richard Neville, hrabě z Warwicku, dříve přátelé a spojenci jejichž rozchod byl způsoben Eduardovým sklonem upřednostňovat rodinné příslušníky jeho manželky Alžběty. V říjnu předchozího roku vyhnal Richard (také označovaný jako kingmaker – tvůrce králů) Eduarda ze země a opětovně dosadil na trůn Jindřicha VI. Warwick se pak dopustil chyby, když slíbil podpořit Ludvíka XI. v jeho sporu s vévodou Burgundským. To přimělo Burgunďany, aby nabídli Eduardovi vojenskou pomoc. Ten se do Anglie vrátil 14. března 1471.
Obě armády byly početně srovnatelné, ale Warwick očekával posilu od svého zetě, Jiřího Plantageneta, vévody z Clarence, Eduardova bratra, který spěchal, aby se s ním usmířil a oslabil tak svého dřívějšího spojence Warwicka. Eduard pochodoval na Londýn, zatímco Warwick zůstal v Coventry, kde sbíral další posily. Poté, co obsadil Londýn, vyrazil Eduard se svým vojskem vstříc Warwickovi.

## Bitva

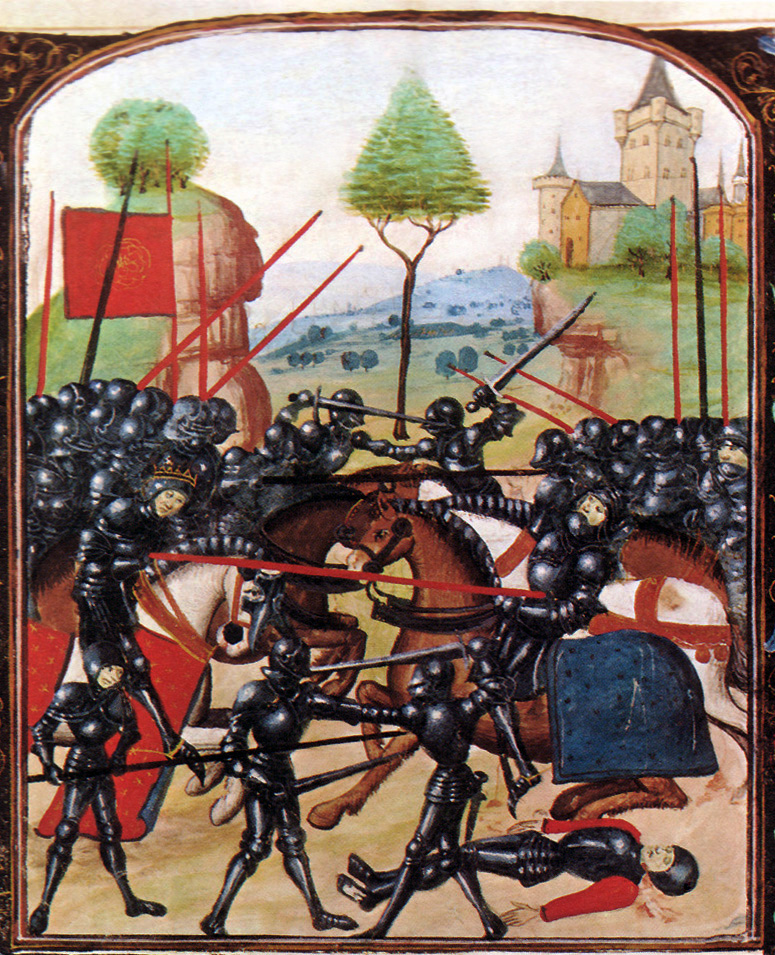
Dobová miniatura zobrazující bitvu u Barnetu

U Lancasterského vojska velel pravému křídlu John de Vere, hrabě z Oxfordu, centru John Neville, markýz z Montagu a levému křídlu Jindřich Holland, vévoda z Exeteru. Jejich vojsko bylo rozmístěno u hlavní silnice do Barnetu s tím, že levé křídlo drželo pozici na úrovni vlastní silnice. Warwick velel záložním oddílům. Yorské vojsko bylo seskupeno tak, že jejich střed byl na silnici. Eduard velel centru, jeho bratr Richard (později král Richard III.) pravému křídlu a lord Hasting levému křídlu.
Podle některých historických pramenů nechal Eduard posunout po setmění své vojsko blíže k nepřátelské linii a tak střelba Warwickova dělostřelectva v průběhu noci dopadala za yorské vojsko. Navzdory husté mlze zaútočily Oxfordovy síly, využily své lepší výchozí pozice a zatlačily levé Hastingsovo křídlo dozadu. Hustá mlha ale nedovolila Warwickovi a Exeterovi využít této výhody. Obě linie vojska se postupně posunuly tak, že se bitevní linie srovnala se směrem silnice. Eduard sám bojoval v centru Oxfordových sil poté, co se vrátil z levého Hastingsova křídla, kde úspěšně povzbuzoval své vojáky. Jeho vojáci si ho ale spletli s Oxfordem (měli podobné znaky) a začali kolísat, protože se obávali zrady.
Poté, co se tento omyl vysvětlil, poslal Eduard své zálohy do boje. Vévoda z Exeteru byl těžce zraněn (a později byl zajat). Warwick nebyl schopen aktivizovat své vrávorající vojsko, zjistil, že je porážka nevyhnutelná a tak se snažil uniknout. Byl ale zabit, když se pokoušel chytit svého koně. Před bitvou nechal všechny koně odehnat do týlu, aby tak posílil morálku svého vojska. Jeho mladší bratr, markýz z Montagu, byl v bitvě také zabit. V bitvě, trvající asi 3 – 4 hodiny, padlo asi celkem 1500 vojáků. Přibližně 1000 Lancasterů a ne více než 500 Yorků.

## Důsledky
Tentýž den se královna Markéta vylodila u Weymouthu a začala ve Walesu a jeho příhraničí shromažďovat vojsko. Pokud by byla schopna spojit se s Warwickovou armádou před bitvou, mohl tento konflikt dopadnout jinak. Eduardovo vítězství mu dovolilo konsolidovat situaci před poslední bitvou s rodem Lancasterů – bitvou u Tewkesbury.